# Steropleurus panteli
Steropleurus panteli är en insektsart som först beskrevs av Navás 1899.  Steropleurus panteli ingår i släktet Steropleurus och familjen vårtbitare. Inga underarter finns listade i Catalogue of Life.